# Les Martys
Les Martys  sont une commune française, à la limite de deux départements, l'Aude et le Tarn, la commune des Martys dépend cependant de l'Aude et de la région Occitanie.
Sur le plan historique et culturel, la commune fait partie de la Montagne Noire, un massif montagneux constituant le rebord méridional du Massif central. Exposée à un climat océanique altéré, elle est drainée par la Dure, l'Orbiel, le Rieutort, la rivière Clause, le ruisseau de la Tourette et par divers autres petits cours d'eau. La commune possède un patrimoine naturel remarquable composé de sept zones naturelles d'intérêt écologique, faunistique et floristique.
La commune a connu une activité métallurgique à l'époque romaine et une forge catalane y a fonctionné de 1825 à 1875 
Les Martys sont une commune rurale qui compte 307 habitants en 2022, après avoir connu un pic de population de 924 habitants en 1851. Elle fait partie de l'aire d'attraction de Carcassonne. Ses habitants sont appelés les Martinols et Martinoles

## Géographie
C'est une commune limitrophe du département du Tarn. Elle se trouve sur le méridien de Paris, la Méridienne verte traverse la commune.
Elle est située dans la Montagne noire, dans le parc naturel régional du Haut-Languedoc  en pays du Cabardès sur l'Orbiel et la Dure, le village regroupe plusieurs hameaux (le Cun, le Seba…) et est située en altitude (de 639 à 964 m) entre Mazamet et Carcassonne.
La départementale D 118 coupe Les Martys en deux, dans sa partie haute on peut trouver la mairie, l'église, le cimetière, la bibliothèque, le bureau de poste ou encore, un bar (- presse - tabac - pain - épicerie) au nom de La Piale, tandis que dans la partie basse on peut trouver le stade municipal, le terrain de tennis, la salle polyvalente. On y trouve aussi de nombreux gîtes et chambres d'hôtes.
Son climat est de type montagnard à tendance continentale.

### Communes limitrophes
Les communes limitrophes sont  Caudebronde, Cuxac-Cabardès, La Tourette-Cabardès, Labruguière, Mas-Cabardès, Mazamet et Miraval-Cabardès.
| Labruguière (Tarn) | Mazamet (Tarn)       |                  |
| Cuxac-Cabardès     | des Martys           | Mas-Cabardès     |
| Caudebronde        | La Tourette-Cabardès | Miraval-Cabardès |

### Hydrographie
La commune est dans la région hydrographique « Côtiers méditerranéens », au sein du bassin hydrographique Rhône-Méditerranée-Corse. Elle est drainée par la Dure, l'Orbiel, le Rieutort, Rivière Clause, le ruisseau de la Tourette, la Grèze, la Vialesque et le ruisseau des Neuf Fontaines, qui constituent un réseau hydrographique de 17 km de longueur totale,.
La Dure, d'une longueur totale de 26,9 km, prend sa source dans la commune de Laprade et s'écoule vers le sud. Elle traverse la commune et se jette dans la Rougeanne à Montolieu, après avoir traversé 8 communes.
L'Orbiel, d'une longueur totale de 40,9 km, prend sa source dans la commune de Mazamet et s'écoule vers le sud. Il traverse la commune et se jette dans l'Aude à Trèbes, après avoir traversé 14 communes.
Le Rieutort, d'une longueur totale de 12,2 km, prend sa source dans la commune et s'écoule vers le sud-est. Il traverse la commune et se jette dans l'Orbiel à Mas-Cabardès, après avoir traversé 4 communes.

### Climat
Pour des articles plus généraux, voir Climat de l'Occitanie et Climat de l'Aude.
En 2010, le climat de la commune est de type climat océanique altéré, selon une étude s'appuyant sur une série de données couvrant la période 1971-2000. En 2020, Météo-France publie une typologie des climats de la France métropolitaine dans laquelle la commune est toujours exposée à un climat océanique altéré et est dans la région climatique Aquitaine, Gascogne, caractérisée par une pluviométrie abondante au printemps, modérée en automne, un faible ensoleillement au printemps, un été chaud (19,5 °C), des vents faibles, des brouillards fréquents en automne et en hiver et des orages fréquents en été (15 à 20 jours).
Pour la période 1971-2000, la température annuelle moyenne est de 9,9 °C, avec une amplitude thermique annuelle de 14,5 °C. Le cumul annuel moyen de précipitations est de 1 519 mm, avec 12,8 jours de précipitations en janvier et 7,1 jours en juillet. Pour la période 1991-2020, la température moyenne annuelle observée sur la station météorologique installée sur la commune est de 10,2 °C et le cumul annuel moyen de précipitations est de 1 365,7 mm,. Pour l'avenir, les paramètres climatiques de la commune estimés pour 2050 selon différents scénarios d'émission de gaz à effet de serre sont consultables sur un site dédié publié par Météo-France en novembre 2022.
| Mois                                  | jan.           | fév.           | mars           | avril         | mai           | juin          | jui.          | août          | sep.           | oct.          | nov.             | déc.           | année      |
| ------------------------------------- | -------------- | -------------- | -------------- | ------------- | ------------- | ------------- | ------------- | ------------- | -------------- | ------------- | ---------------- | -------------- | ---------- |
| Température minimale moyenne (°C)     | 0,1            | −0,1           | 1,9            | 4,2           | 7,6           | 11            | 12,9          | 12,8          | 9,8            | 7,6           | 3,3              | 0,8            | 6          |
| Température moyenne (°C)              | 3,1            | 3,3            | 6              | 8,4           | 12            | 16            | 18,2          | 18,3          | 14,7           | 11,5          | 6,5              | 4              | 10,2       |
| Température maximale moyenne (°C)     | 6,2            | 6,7            | 10             | 12,7          | 16,5          | 20,9          | 23,6          | 23,8          | 19,5           | 15,3          | 9,6              | 7,2            | 14,3       |
| Record de froid (°C) date du record   | −11,8 12.01.10 | −14,8 08.02.12 | −13,2 01.03.05 | −5 14.04.1998 | −1,5 07.05.19 | 1,2 01.06.06  | 4,6 15.07.08  | 4,6 28.08.11  | 1,1 29.09.1993 | −5,1 19.10.09 | −10,6 22.11.1998 | −11,1 27.12.10 | −14,8 2012 |
| Record de chaleur (°C) date du record | 18,7 01.01.22  | 21,2 27.02.19  | 22 01.03.17    | 26,5 29.04.05 | 29,8 30.05.01 | 33,9 17.06.22 | 34,6 16.07.22 | 38,1 23.08.23 | 30,2 03.09.16  | 27,4 10.10.23 | 21,8 01.11.20    | 21,3 31.12.21  | 38,1 2023  |
| Précipitations (mm)                   | 163,5          | 126,2          | 125,1          | 126,6         | 129           | 76,3          | 61,7          | 63,2          | 90,2           | 104           | 148,2            | 151,7          | 1 365,7    |

### Milieux naturels et biodiversité
L’inventaire des zones naturelles d'intérêt écologique, faunistique et floristique (ZNIEFF) a pour objectif de réaliser une couverture des zones les plus intéressantes sur le plan écologique, essentiellement dans la perspective d’améliorer la connaissance du patrimoine naturel national et de fournir aux différents décideurs un outil d’aide à la prise en compte de l’environnement dans l’aménagement du territoire.
Quatre ZNIEFF de type 1 sont recensées sur la commune :
- la « forêt de la Loubatière » (676 ha), couvrant 3 communes du département[15] ;
- la « grande Sagne » (116 ha)[16] ;
- le « marais de Pignol » (17 ha), couvrant 2 communes dont 1 dans l'Aude et 1 dans le Tarn[17] ;
- la « vallée de la Dure » (272 ha), couvrant 2 communes du département[18] ;

et trois ZNIEFF de type 2, : 
- les « crêtes et pièmonts de la Montagne Noire » (27 188 ha), couvrant 26 communes dont 24 dans l'Aude et 2 dans l'Hérault[19] ;
- la « montagne Noire occidentale » (24 257 ha), couvrant 26 communes dont 25 dans l'Aude et 1 dans le Tarn[20] ;
- la « montagne Noire (versant Nord) » (31 971 ha), couvrant 37 communes dont 14 dans l'Aude, 2 dans la Haute-Garonne, 3 dans l'Hérault et 18 dans le Tarn[21].

Carte des ZNIEFF de type 1 et 2 aux Martys.
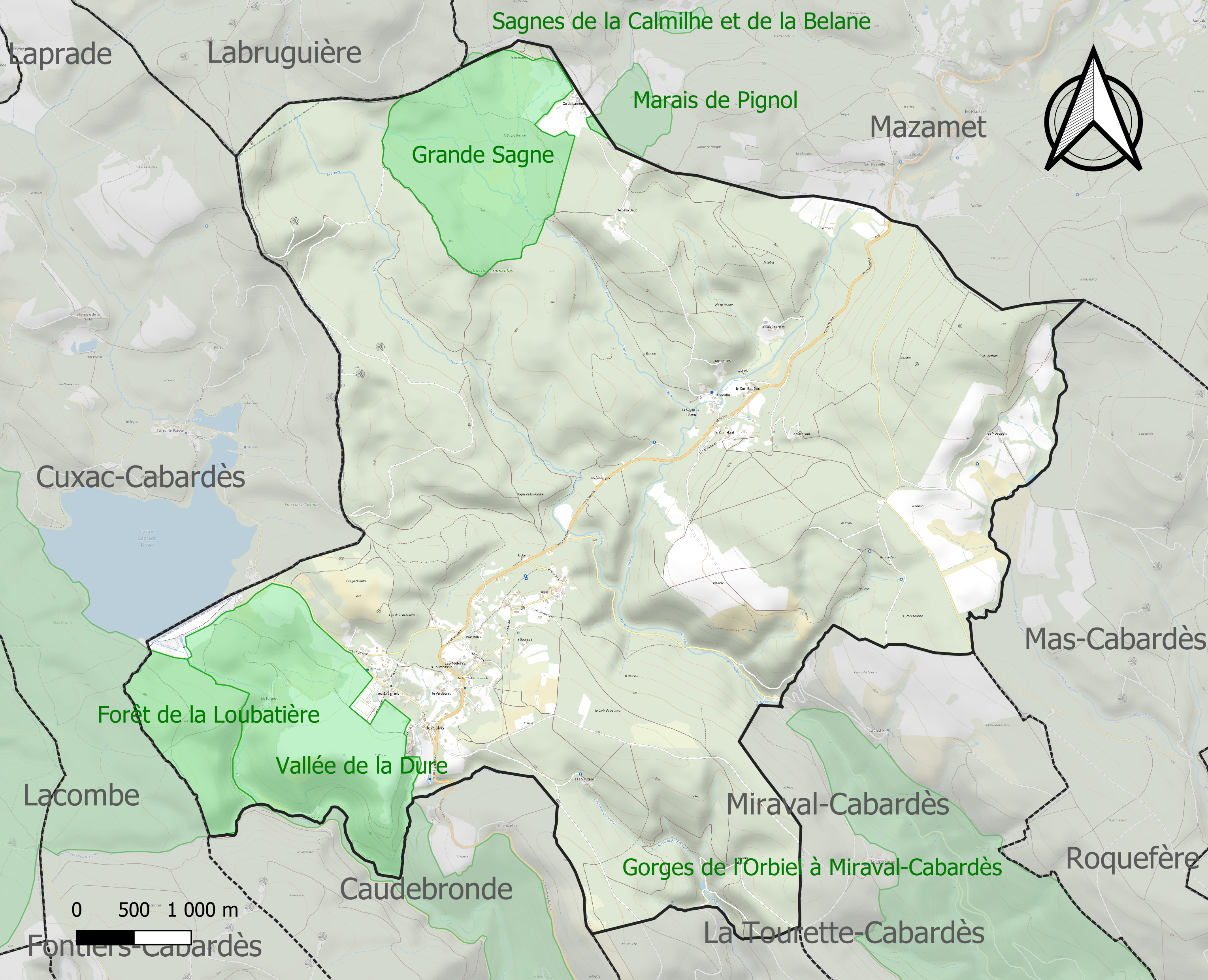
Carte des ZNIEFF de type 1 sur la commune.
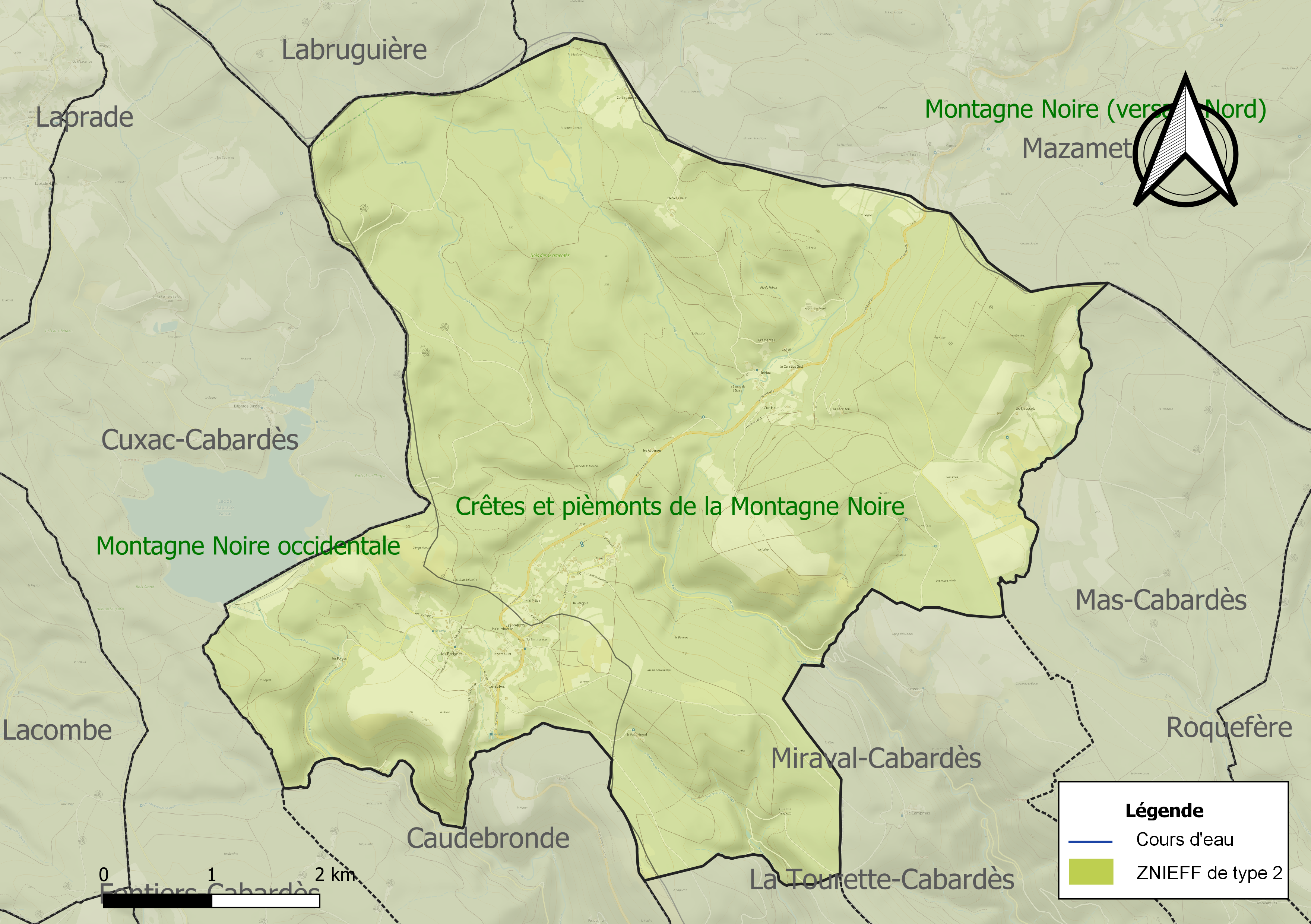
Carte des ZNIEFF de type 2 sur la commune.

## Urbanisme

### Typologie
Au 1er janvier 2024, Les Martys sont catégorisés commune rurale à habitat dispersé, selon la nouvelle grille communale de densité à 7 niveaux définie par l'Insee en 2022.
Elle est située hors unité urbaine. Par ailleurs la commune fait partie de l'aire d'attraction de Carcassonne, dont elle est une commune de la couronne,. Cette aire, qui regroupe 115 communes, est catégorisée dans les aires de 50 000 à moins de 200 000 habitants,.

### Occupation des sols
L'occupation des sols de la commune, telle qu'elle ressort de la base de données européenne d’occupation biophysique des sols Corine Land Cover (CLC), est marquée par l'importance des forêts et milieux semi-naturels (83,9 % en 2018), en diminution par rapport à 1990 (85 %). La répartition détaillée en 2018 est la suivante : 
forêts (78,4 %), prairies (12,9 %), milieux à végétation arbustive et/ou herbacée (5,5 %), zones urbanisées (3,2 %). L'évolution de l’occupation des sols de la commune et de ses infrastructures peut être observée sur les différentes représentations cartographiques du territoire : la carte de Cassini (XVIIIe siècle), la carte d'état-major (1820-1866) et les cartes ou photos aériennes de l'IGN pour la période actuelle (1950 à aujourd'hui).

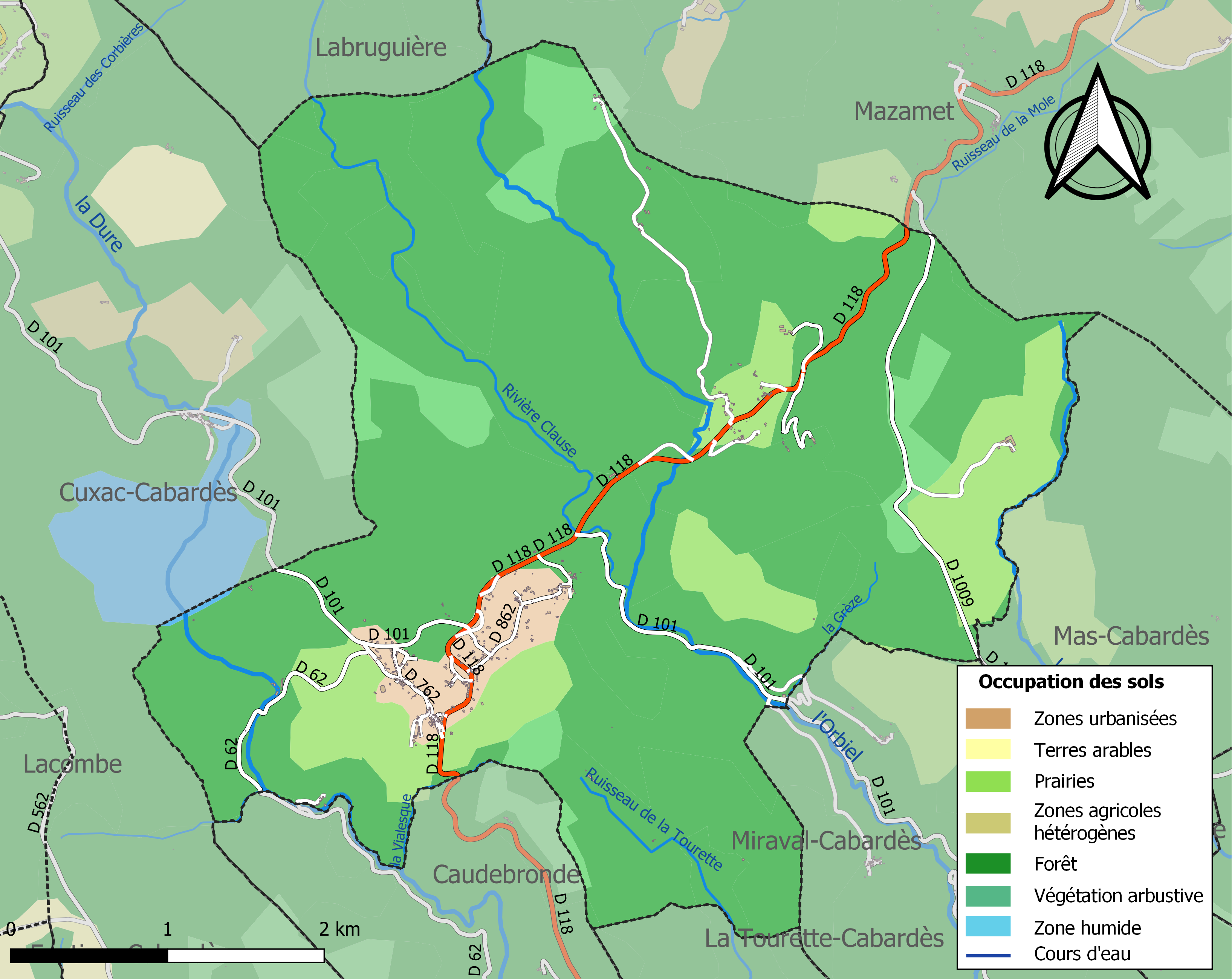
Carte des infrastructures et de l'occupation des sols de la commune en 2018 (CLC).

### Risques majeurs
Le territoire de la commune des Martys est vulnérable à différents aléas naturels : météorologiques (tempête, orage, neige, grand froid, canicule ou sécheresse), inondations, feux de forêts et séisme (sismicité très faible). Il est également exposé à deux risques technologiques,  le transport de matières dangereuses et la rupture d'un barrage, et à un risque particulier : le risque de radon. Un site publié par le BRGM permet d'évaluer simplement et rapidement les risques d'un bien localisé soit par son adresse soit par le numéro de sa parcelle.

#### Risques naturels
Certaines parties du territoire communal sont susceptibles d’être affectées par le risque d’inondation par débordement de cours d'eau, notamment l'Orbiel, le Rieutort et la Dure. La commune a été reconnue en état de catastrophe naturelle au titre des dommages causés par les inondations et coulées de boue survenues en 1982, 1992, 1999, 2009 et 2018,.

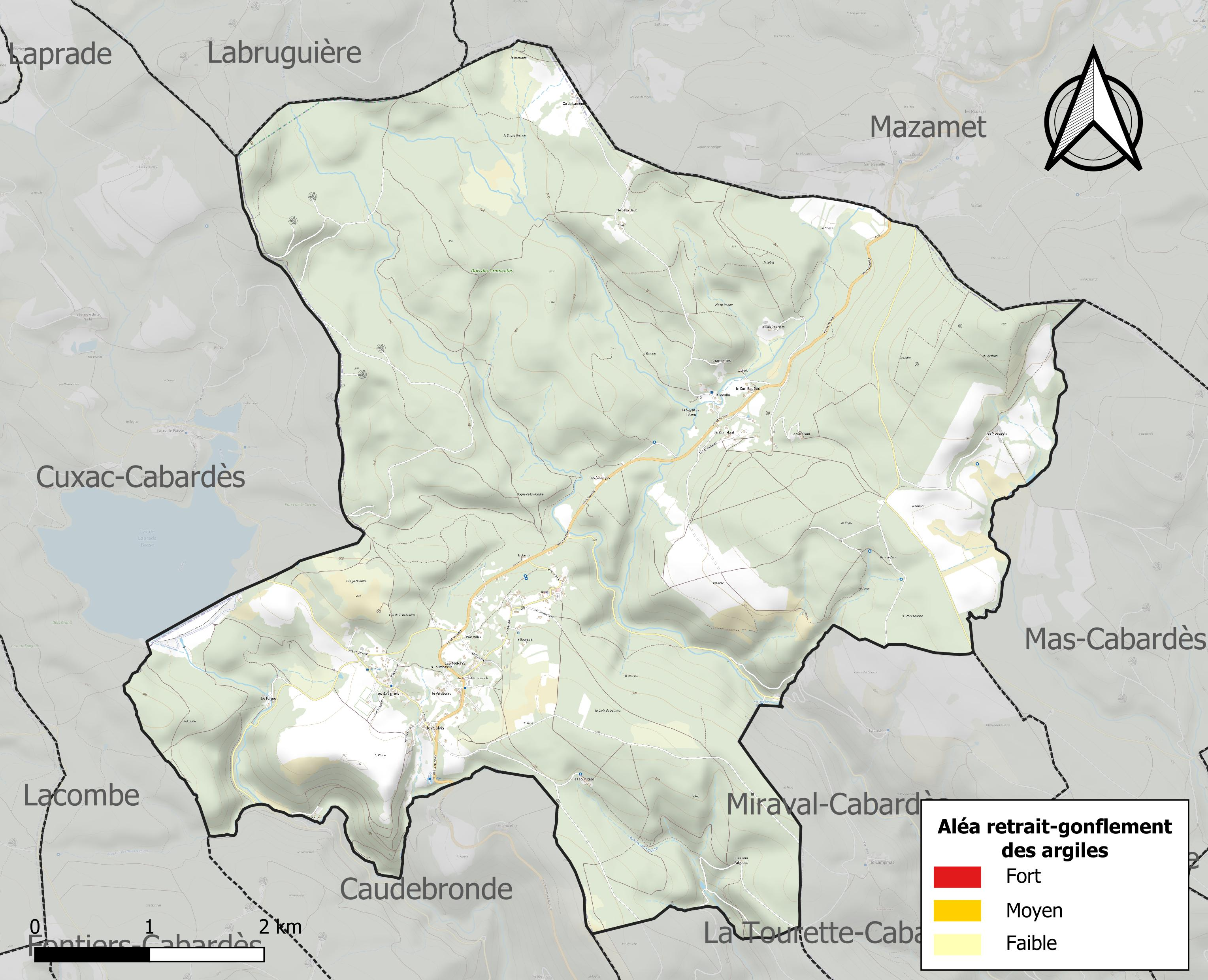
Carte des zones d'aléa retrait-gonflement des sols argileux des Martys.

Le retrait-gonflement des sols argileux est susceptible d'engendrer des dommages importants aux bâtiments en cas d’alternance de périodes de sécheresse et de pluie. 0 % de la superficie communale est en aléa moyen ou fort (75,2 % au niveau départemental et 48,5 % au niveau national). Sur les 242 bâtiments dénombrés sur la commune en 2019, 0 sont en aléa moyen ou fort, soit 0 %, à comparer aux 94 % au niveau départemental et 54 % au niveau national. Une cartographie de l'exposition du territoire national au retrait gonflement des sols argileux est disponible sur le site du BRGM,.

#### Risques technologiques
Le risque de transport de matières dangereuses sur la commune est lié à sa traversée par une route à fort trafic. Un accident se produisant sur une telle infrastructure est en effet susceptible d’avoir des effets graves au bâti ou aux personnes jusqu’à 350 m, selon la nature du matériau transporté. Des dispositions d’urbanisme peuvent être préconisées en conséquence.
La commune est en outre située en aval du barrage de Laprade, de classe A, mis en eau en 1984, d’une hauteur de 30,9 mètres et retenant un volume de 8,8 millions de mètres cubes. À ce titre elle est susceptible d’être touchée par l’onde de submersion consécutive à la rupture de cet ouvrage.

#### Risque particulier
Dans plusieurs parties du territoire national, le radon, accumulé dans certains logements ou autres locaux, peut constituer une source significative d’exposition de la population aux rayonnements ionisants. Certaines communes du département sont concernées par le risque radon à un niveau plus ou moins élevé. Selon la classification de 2018, la commune des Martys est classée en zone 3, à savoir zone à potentiel radon significatif.

## Politique et administration

### Liste des maires
| Période                                  | Période  | Identité             | Étiquette | Qualité |
| ---------------------------------------- | -------- | -------------------- | --------- | ------- |
|                                          |          | Pierre Cano          |           |         |
| mars 2001                                | 2008     | Marie-José Bayssette | UMP       |         |
| mars 2008                                | 2009     | Michel Bonnet        |           |         |
| décembre 2009                            | 2014     | Marie-France Cano    |           |         |
| 2014                                     | en cours | Claude Bonnet        |           |         |
| Les données manquantes sont à compléter. |          |                      |           |         |

## Démographie
On peut constater grâce au site de l'INSEE que la population des Martys va croissant avec une augmentation de 5 % entre 1999 et 2006.
Toujours en 2006, la commune compte 221 logements parmi lesquels 38,9 % sont des résidences secondaires.
Le taux de natalité (11,5 ‰) ne dépasse le taux de mortalité (10,9 ‰) qu'à partir de 1999, jusqu'à cette année les décès étaient plus nombreux que les naissances.
On peut remarquer que les femmes sont plus nombreuses puisqu'elles sont au nombre de 135 alors que l'on compte 125 hommes.

L'évolution du nombre d'habitants est connue à travers les recensements de la population effectués dans la commune depuis 1821. Pour les communes de moins de 10 000 habitants, une enquête de recensement portant sur toute la population est réalisée tous les cinq ans, les populations de référence des années intermédiaires étant quant à elles estimées par interpolation ou extrapolation. Pour la commune, le premier recensement exhaustif entrant dans le cadre du nouveau dispositif a été réalisé en 2007.

En 2022, la commune comptait 307 habitants, en évolution de +7,34 % par rapport à 2016 (Aude : +2,65 %, France hors Mayotte : +2,11 %).
| 1821 | 1831 | 1836 | 1841 | 1846 | 1851 | 1856 | 1861 | 1866 |
| ---- | ---- | ---- | ---- | ---- | ---- | ---- | ---- | ---- |
| 679  | 752  | 775  | 782  | 815  | 924  | 812  | 733  | 718  |

| 1872 | 1876 | 1881 | 1886 | 1891 | 1896 | 1901 | 1906 | 1911 |
| ---- | ---- | ---- | ---- | ---- | ---- | ---- | ---- | ---- |
| 718  | 664  | 661  | 625  | 598  | 549  | 484  | 444  | 419  |

| 1921 | 1926 | 1931 | 1936 | 1946 | 1954 | 1962 | 1968 | 1975 |
| ---- | ---- | ---- | ---- | ---- | ---- | ---- | ---- | ---- |
| 311  | 303  | 281  | 273  | 289  | 257  | 243  | 198  | 186  |

| 1982 | 1990 | 1999 | 2006 | 2007 | 2012 | 2017 | 2022 | - |
| ---- | ---- | ---- | ---- | ---- | ---- | ---- | ---- | - |
| 188  | 183  | 198  | 260  | 269  | 270  | 293  | 307  | - |

## Économie

### Revenus
En 2018  (données Insee publiées en septembre 2021), la commune compte 117 ménages fiscaux, regroupant 251 personnes. La médiane du revenu disponible par unité de consommation est de 18 850 € (19 240 € dans le département).

### Emploi
| Division       | 2008   | 2013   | 2018   |
| -------------- | ------ | ------ | ------ |
| Commune        | 6,1 %  | 13,3 % | 13,7 % |
| Département    | 10,2 % | 12,8 % | 12,6 % |
| France entière | 8,3 %  | 10 %   | 10 %   |

En 2018, la population âgée de 15 à 64 ans s'élève à 179 personnes, parmi lesquelles on compte 62,9 % d'actifs (49,1 % ayant un emploi et 13,7 % de chômeurs) et 37,1 % d'inactifs,. En  2018, le taux de chômage communal (au sens du recensement) des 15-64 ans est supérieur à celui du département et de la France, alors qu'en 2008 la situation était inverse.
La commune fait partie de la couronne de l'aire d'attraction de Carcassonne, du fait qu'au moins 15 % des actifs travaillent dans le pôle,. Elle compte 40 emplois en 2018, contre 29 en 2013 et 32 en 2008. Le nombre d'actifs ayant un emploi résidant dans la commune est de 89, soit un indicateur de concentration d'emploi de 45,5 % et un taux d'activité parmi les 15 ans ou plus de 46,3 %.
Sur ces 89 actifs de 15 ans ou plus ayant un emploi, 24 travaillent dans la commune, soit 28 % des habitants. Pour se rendre au travail, 86,2 % des habitants utilisent un véhicule personnel ou de fonction à quatre roues, 1,1 % les transports en commun, 3,4 % s'y rendent en deux-roues, à vélo ou à pied et 9,2 % n'ont pas besoin de transport (travail au domicile).

### Activités hors agriculture
19 établissements sont implantés  aux Martys au 31 décembre 2019.
Le secteur 1 est prépondérant sur la commune puisqu'il représente 26,3 % du nombre total d'établissements de la commune (5 sur les 19 entreprises implantées  aux Les Martys), contre 13,3 % au niveau départemental.

### Agriculture
|               | 1988 | 2000 | 2010 | 2020 |
| ------------- | ---- | ---- | ---- | ---- |
| Exploitations | 9    | 4    | 1    | 4    |
| SAU (ha)      | 286  | 39   | 311  | 546  |

La commune est dans la Montagne Noire, une petite région agricole occupant le nord-ouest du département de l'Aude,. En 2020, l'orientation technico-économique de l'agriculture  sur la commune est l'élevage de bovins pour la viande. Quatre exploitations agricoles ayant leur siège dans la commune sont dénombrées lors du recensement agricole de 2020 (neuf en 1988). La superficie agricole utilisée est de 546 ha,,.

## Culture locale et patrimoine

### Lieux et monuments
- Le ferrier des Martys[41] est l'un des deux plus grands de France, avec celui de Tannerre[42]. Des meules y ont été trouvées[43], qui servaient au concassage du minerai et des scories qui étaient réutilisées comme « fondant ». Ce travail était en général réalisé dans des moulins[44],[45],[46].
- Église Saint-Mathieu des Martys.

### Personnalités liées à la commune
- Eugène Antoine Léopold Marsaa (1846-1906), général de division.

## Sports
- La 14e étape du Tour de France 2007 traversa la commune.